# Андерсонвілл (Огайо)
Андерсонвілл (англ. Andersonville) — переписна місцевість (CDP) в США, в окрузі Росс штату Огайо. Населення — 778 осіб (2020).

## Географія
Андерсонвілл розташований за координатами 39°26′2″ пн. ш. 83°1′8″ зх. д. / 39.43389° пн. ш. 83.01889° зх. д. (39.433897, -83.018961).  За даними Бюро перепису населення США в 2010 році переписна місцевість мала площу 5,89 км², уся площа — суходіл.

## Демографія
Згідно з переписом 2010 року, у переписній місцевості мешкало 779 осіб у 301 домогосподарстві у складі 234 родин. Густота населення становила 132 особи/км².  Було 318 помешкань (54/км²).
Расовий склад населення:
| - 96,3 % — білих - 1,9 % — чорних або афроамериканців - 0,4 % — азіатів |

До двох чи більше рас належало 1,2 %. Частка іспаномовних становила 1,7 % від усіх жителів.
За віковим діапазоном населення розподілялося таким чином: 25,5 % — особи молодші 18 років, 62,7 % — особи у віці 18—64 років, 11,8 % — особи у віці 65 років та старші. Медіана віку мешканця становила 42,9 року. На 100 осіб жіночої статі у переписній місцевості припадало 93,3 чоловіків;  на 100 жінок у віці від 18 років та старших — 90,8 чоловіків також старших 18 років.
Середній дохід на одне домашнє господарство  становив 72 118 доларів США (медіана — 68 393), а середній дохід на одну сім'ю — 84 738 доларів (медіана — 76 597). За межею бідності перебувало 14,2 % осіб, у тому числі 24,0 % дітей у віці до 18 років та 0,0 % осіб у віці 65 років та старших.
Цивільне працевлаштоване населення становило 403 особи. Основні галузі зайнятості: освіта, охорона здоров'я та соціальна допомога — 29,8 %, виробництво — 23,6 %, публічна адміністрація — 13,6 %, мистецтво, розваги та відпочинок — 9,2 %.